# Caproni Ca.44
Бомбардировщик Caproni Са.5 — итальянский бомбардировщик, созданный Джованни Баттистой Капрони. Развитие модели Са.3.

## Разработка и создание
Трёхместный бомбардировщик, вооруженный двумя пулемётами, Капрони создал в тесном содружестве с Джулио Дуэ. Он мог брать на борт до пятисот килограммов бомбовой нагрузки. Под общим армейским индексом Ca.5 строилось несколько версий машины: Ca.44, Ca.45, Ca.46 и Ca.47 с незначительными конструктивными различиями. Построено в Италии было двести пятьдесят пять штук (по другим данным — 659 всех модификаций).
Прототип совершил свой первый полёт в марте 1917 года, самолёт выпускался до 1921-го. 3 самолёта были построены по лицензии в США (2 Ca.44 Standard Aircraft Company и 1 Ca.46 компанией Fisher). Планировался лицензионный выпуск во Франции, но с окончанием войны от этой идеи отказались.
В годы войны именовались в соответствии с мощностью двигателей, затем компания изменила их названия.

## Производство
По итогам испытаний, уже в апреле 1917 года был получен заказ на 200 самолётов, а по состоянию на начало 1918 года общее количество поступивших из Италии и других стран заказов составило 3900 (позже сократилось до 3650. Чтобы справиться с этим объёмом предполагавшихся работ в заданный срок, из итальянских авиастроительных компаний был создан консорциум «Società per lo Sviluppo dell’Aviazione in Italia — S.S.A.I.». Среди них были:
| Компания              | Количество |
| --------------------- | ---------- |
| Caproni               | 800        |
| Miani e Silvestri     | 900        |
| Breda                 | 600        |
| Bastianelli           | 600        |
| Reggiane              | 300        |
| San Giorgio (Pistoia) | 250        |
| Piaggio               | 200        |

Однако, по мере завершения войны, увеличивалось количество отмененных заказов, и в итоге было выпущено менее пятой части от предполагавшегося количества: Caproni — 552 Ca.44, Ca.45 и Ca.46, Breda — 102, Miani e Silvestri — 5 самолётов.

## Боевое применение
На Западном фронте в начале 1918 года самолёты совершали налеты из Франции и Италии на города Австро-Венгрии.

## Модификации
- Ca.44 — основная серийная модификация, первоначально устанавливались двигатели Fiat A.12 (по 200 л. с. / 149 кВт), поэтому именовался Caproni 600 hp. Позже, силовую установку заменили на 3 мотора A-12bis, а самолёт в текстах того периода упоминается как Caproni 600/900 hp.
- Ca.45 — вариант для планировавшегося выпуска во Франции, двигатели Isotta Fraschini V.6 (по 250 л. с. / 186 кВт). (другие названия Caproni 600/750 hp или Caproni 750 hp)
- Ca.46 — выпускавшаяся в конце войны модификация с двигателями Liberty L-12 (по 360 л. с. / 269 кВТ) .
- Ca.47 — (или I.Ca), Ca.44 в варианте поплавкового гидросамолёта (построено 10)
- Ca.50 — санитарный вариант Ca.44
- Ca.57 — (также Breda M-1) — авиалайнер на базе оставшихся после войны Ca.44.

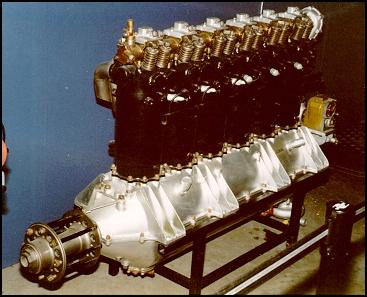
Fiat A.12
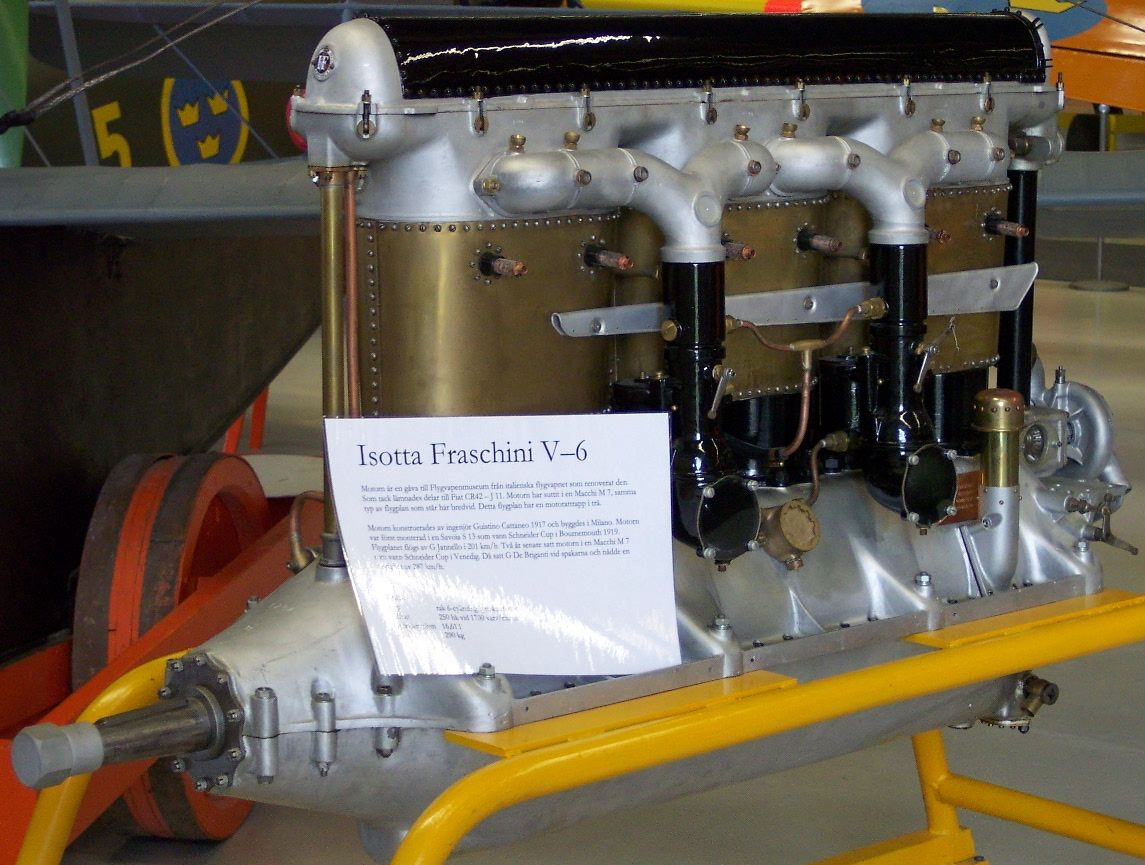
Isotta Fraschini V.6
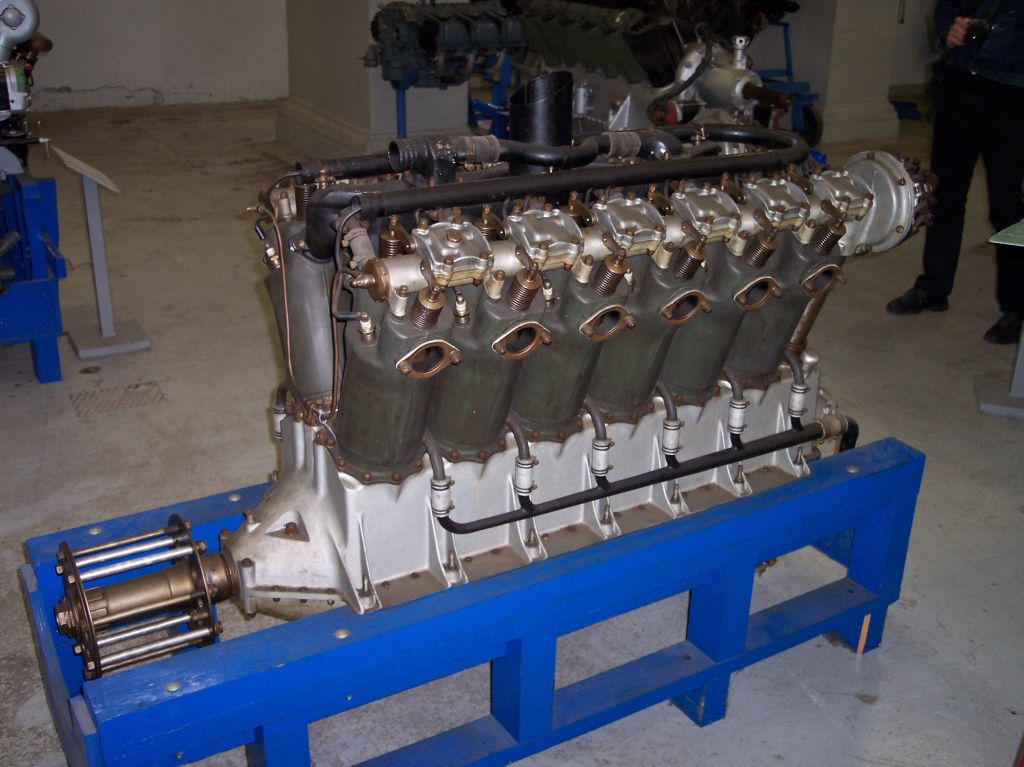
Liberty L-12

## Технические характеристики
Технические характеристики
- Экипаж: 4 (пилот, второй пилот, носовой стрелок, хвостовой стрелок/бортмеханик
- Длина: 12,60 м
- Размах крыла: 23,40 м
- Высота:
- Площадь крыла: 150,0 м²
- Максимальная взлётная масса: 4 600 кг
- Силовая установка: 3 × воздушных Fiat A.12
- Мощность двигателей: 3 × 200 л.с. (3 × 149 кВт)

Лётные характеристики
- Максимальная скорость: 160 км/ч

Вооружение
- Стрелково-пушечное: 2-4 6,5-мм (или 7,7-мм) пулемета Revelli (возможно Fiat Mod. 14 tipo Aviazione, 1 на носовой турели, 2 или 3 на верхней точке).
- Точки подвески: под фюзеляжем.

## Эксплуатанты
Италия
- Corpo Aeronautico Militare

 США
- ВМС США

## В массовой культуре
Самолёт представлен в игре Battlefield 1 как бомбардировщик британской, американской, итальянской, французской и русской фракций (при загрузке кампании Apocalypse у британцев меняется на Airco DH.10 Amiens).